# Antidaphne schottii
Antidaphne schottii là một loài thực vật có hoa trong họ Santalaceae. Loài này được (Eichler) Kuijt mô tả khoa học đầu tiên năm 1988.